# Texas Local News
Texas Local News ist eine Metalcore-Pop Band aus Frankfurt am Main.

## Geschichte
Texas Local News wurden 2011 gegründet. Die erste EP We Are Pandora erschien im Herbst 2012.
Die kommenden Jahre spielte die Band insgesamt über 150 Konzerte im In- und Ausland und veröffentlichte mehrere Musikvideos (Time and Reason 2013; Karma 2014; Disclosure 2016).
Im Frühjahr 2016 gab die Band ihr Signing mit dem deutschen Label Redfield Digital bekannt, bei welchem sie am 6. Mai 2016 ihr Debütalbum Momentum veröffentlichte. Dieses wurde in den Karma Recording Studios in Zusammenarbeit mit Daniel Haniß (Eskimo Callboy) und Simon Yildirim (To the Rats and Wolves) produziert.
Nach mehreren Besetzungswechseln (Shouts, Schlagzeug) besteht die Band nun aus fünf Mitgliedern (ehemals sechs).
Das Quintett definiert sich unter anderem durch seinen vielstimmigen Gesang (Sängerin, Sänger, Shouts + Backings).
Ihren Stil bezeichnet das Quintett als Metalcore-Pop.

## Diskografie
- 2012: We Are Pandora (EP, Eigenproduktion)
- 2016: Momentum (Album, Redfield Digital)